# Precious Music
『Precious Music（プレシャスミュージック）』は、MBCラジオが放送していた音楽番組である。2009年3月30日開始。2015年3月27日の放送をもって終了。

## 概要
基本的には曜日毎にジャンル限定のリクエスト中心であるが、火曜日と金曜日はノンジャンルである。
夜遅くに放送されている関係上スタッフの人数が昼間の番組に比べて少ないため、リクエスト曲は事前に送らなければかからない場合がほとんどである。
22:20頃にMBCニュースが放送されるが、火水金はその後も数分間パーソナリティとニュース担当のアナウンサーによるトークが行われる(都合により行われないことがある)。
一部曜日はUstreamでも中継されており、MBCラジオエリア外でも視聴する事が出来る。但し、著作権処理上、音楽・SEの大部分 やCMは無音声となる。
2015年3月27日の放送をもって終了。6年間の歴史に幕を下ろした。後継番組は「Music Express」。

## 放送内容・出演者
| 曜日 | 放送時間     | 愛称   | 出演者                                 | ジャンル                             | Ustream 中継 | 備考                                                   |
| ---- | ------------ | ------ | -------------------------------------- | ------------------------------------ | ------------ | ------------------------------------------------------ |
| 月   | 22:00〜24:00 | -      | 赤岩瞳                                 | 洋楽                                 | -            | 21時台は別の定時番組が編成されているので放送されない。 |
| 火   | 21:30〜24:00 | カプレ | 宮井紀行                               | ノンジャンル                         | ○            |                                                        |
| 水   | 21:30〜24:00 | -      | 米澤瑠美                               | 1960~80年代の歌謡曲                  | -            | ジャンルの関係上、基本的にレコードによるオンエア。     |
| 木   | 21:30〜24:00 | -      | 柳田弘志（映画館支配人）               | 映画音楽                             | -            | 21時台はシティ・ポップスをオンエア。                   |
| 金   | 21:30〜24:00 | 金プレ | DJ TOMOE ZIKU(アシスタント) ひーちゃん | 10時台はアニソン、11時台はジャニソン | ○            | 0時以降も約30分間Ustreamのみで生放送を行っている。     |

## 放送時間
ナイターオフ期 (10月 - 3月)
- 月曜日
  - 22:00〜24:00
- 火〜金曜日
  - 21:30〜24:00
21:42〜22:00は別番組(「高田純次 毎日がパラダイス」、「スポーツ伝説」)が編成されているため中断となる。

ナイターイン期 (4月 - 9月)
- 月曜日
  - 22:00〜24:00
月曜日は「MBCエキサイトナイター」が編成されておらず、21時台も通常番組が編成されているため22:00開始。
- 火〜金曜日
  - ナイター終了後(20:58)〜24:00
前枠「MBCエキサイトナイター」終了後から開始する。最早開始時間は20:58。新聞等の番組表では21:00開始となっている場合があるが、ステーションブレイクが殆ど無く[5] そのまま放送を開始するため前倒しとなる。21:42〜22:00は別番組(「高田純次 毎日がパラダイス」、「スポーツ伝説」)が編成されているため中断となる。ナイター中継が21:42に打ち切られた場合は22:00開始となる。

## テーマソング
- シャカタク 「Night Birds」

## コーナー

### WELCOMEふるさと名物パーソナリティ(月曜日〜木曜日)
県内各地の方々と電話で会話するコーナー。

### 珠玉の一曲(火曜日)
宮井が今聴きたい一曲を紹介する。

### ライブインフォメーション(水曜日)
地元鹿児島で行われるアーティストによるライブの告知を行う。

### 吉田くんといっしょ(木曜日)
柳田と木曜ニュース担当の吉田智大アナウンサーがリスナーからのお便りを基にトークを行うコーナー。

### セブカラちゃんの｢アイドル全国区｣への道!!(金曜日)
鹿児島のご当地アイドル「Seven　Colors」のメンバー(週替わりで2人が登場)に対し様々な試練を与えるコーナー。

### 大栗(金曜日)
いわば「大喜利」のコーナーであり、毎週放送中にテーマが発表される。
その週のDJ TOMOEとZIKUのお気に入りに選ばれたリスナーはそれぞれ座布団を一枚ずつ獲得できる。
2013年頃から「NGワード」が設けられ、一作品でも見つかった場合は座布団が没収される。